# حارة الحسام (صنعاء)
الحسام هي إحدى حارات حي سدس الروض (صنعاء) بمدينة الروضة شمال العاصمة اليمنية "صنعاء"، بلغ تعداد سكانها 657 نسمة حسب تعداد اليمن لعام 2004.